# Giovanni Francesco Baldini
Pour les articles homonymes, voir Baldini.
Giovanni Francesco Baldini ou Gianfrancesco Baldini (né à Brescia, le 4 février 1677 et mort à Tivoli le 14 juin 1764 ) est un littérateur et savant italien du XVIIIe siècle.

## Biographie
Giovanni Francesco Baldini naît à Brescia, le 4 février 1677. Après avoir terminé avec beaucoup de succès ses études dans sa patrie, chez les clercs réguliers de la Congrégation Somasque, il en prend lui-même l’habit en 1694. Il professe la rhétorique, et ensuite, pendant douze ans, à Milan, la philosophie. Il suit, dans ce dernier enseignement, non la méthode d’Aristote, mais celle de Descartes. Il passe de Milan à Rome, où il est successivement élevé, par différents papes, à toutes les dignités de son ordre, et à d’autres dignités de la cour de Rome. Il meurt à Tivoli, en 1764.

## Œuvres
- Lettera sopra le forze moventi ; cette lettre est imprimée dans la collection de Calogerà, vol. 4.
- Relazione dell’aurora boreale veduta in Roma li 16 decemb. 1737 venendo li 17., Rome, 1758. Cette relation, lue par l’auteur, dans une réunion de l’Académie d'Arcadie, a aussi été réimprimée dans la collection ci-dessus, vol. 17.
- Dissertazione sopra vasetti di Creta in gran numero trovati in una camera sepolcrale, etc., imprimée dans le recueil des Essais et Dissertations académiques lus dans l’académie étrusque de Cortone, vol. 2.
- Dissertazione sopra un antica piastra di bronzo, insérée dans le même recueil, vol. 3.
- Numismata imperatorum Romanorum præstantiora per Jo. Vaillant, editio prima romana, plurimis rarissimis nummis aucta, Rome, 1743, 3 vol. in-4°. Le mérite particulier de cette édition est dû au P. Baldini, qui a augmenté de près de moitié l’ouvrage de Vaillant. Joseph Khell y a donné un supplément à Vienne, 1767.